# Marcos Antônio de Lima
Marcos Antônio de Lima, más conocido como Índio (Maracaí, Brasil, 14 de febrero de 1975), es un exfutbolista brasileño, su último equipo fue el Internacional de Brasil.

## Clubes
| Club            | País   | Año       |
| --------------- | ------ | --------- |
| Novorizontino   | Brasil | 1993-1996 |
| Bragantino      | Brasil | 1997-1998 |
| Santo André     | Brasil | 1999      |
| Botafogo        | Brasil | 2000-2001 |
| Figueirense     | Brasil | 2001      |
| América Mineiro | Brasil | 2001      |
| Botafogo        | Brasil | 2001      |
| Palmeiras       | Brasil | 2002      |
| Juventude       | Brasil | 2003-2004 |
| Internacional   | Brasil | 2005-2014 |

## Palmarés

### Torneos nacionales
| Título            | Club          | País               | Año  |
| ----------------- | ------------- | ------------------ | ---- |
| Campeonato Gaúcho | Internacional | Río Grande del Sur | 2005 |
| Campeonato Gaúcho | Internacional | Río Grande del Sur | 2008 |
| Campeonato Gaúcho | Internacional | Río Grande del Sur | 2009 |
| Copa FGF          | Internacional | Río Grande del Sur | 2010 |
| Campeonato Gaúcho | Internacional | Río Grande del Sur | 2011 |
| Campeonato Gaúcho | Internacional | Río Grande del Sur | 2012 |
| Campeonato Gaúcho | Internacional | Río Grande del Sur | 2013 |
| Campeonato Gaúcho | Internacional | Río Grande del Sur | 2014 |

### Torneos internacionales
| Título                 | Club          | País   | Año  |
| ---------------------- | ------------- | ------ | ---- |
| Copa Libertadores      | Internacional | Brasil | 2006 |
| Copa Mundial de Clubes | Internacional | Japón  | 2006 |
| Recopa Sudamericana    | Internacional | Brasil | 2007 |
| Copa Sudamericana      | Internacional | Brasil | 2008 |
| Copa Suruga Bank       | Internacional | Japón  | 2009 |
| Copa Libertadores      | Internacional | Brasil | 2010 |
| Recopa Sudamericana    | Internacional | Brasil | 2011 |